# Le Charmel

Le Charmel este o comună în departamentul Aisne din nordul Franței. În anul 2005 avea o populație de 324 de locuitori.